# Jelinek
Jelinek is een historisch motorfietsmerk. Het merk werd van 1904 tot 1907 geproduceerd door Josef Jelinek, Vyroba Motocyklu in de wijk Smíchov te Praag. De motorfietsen hadden Orion-, Minerva- en Fafnir-blokken van 2½ tot 5 pk.